# R. J. Umberger
Richard Alan Umberger Jr., dit « R. J. Umberger » (né le 3 mai 1982 à Pittsburgh ville de la Pennsylvanie aux États-Unis) est un joueur professionnel retraité de hockey sur glace.

## Carrière

### Carrière en club
Il commence sa carrière avec les Ohio State Buckeyes (Université de l'État de l'Ohio) dans le championnat universitaire en 2000 et à la fin de la saison, il fait partie de l'équipe des recrues de sa division, la Central Collegiate Hockey Association. Il est également élu recrue de l'année.
À la suite de cette saison, il participe au repêchage d'entrée dans la Ligue nationale de hockey et est choisi au cours de la première ronde par les Canucks de Vancouver en tant que 16e joueur choisi. Il ne rejoint pas pour autant la franchise de la LNH et décide de continuer ses études.
En 2004, il rejoint les Phantoms de Philadelphie de la Ligue américaine de hockey franchise affiliée aux Flyers de la LNH. Entre-temps, ses droits auront également appartenu aux Rangers de New York même s'il n'aura pas joué pour eux.
Les Phantoms de 2004-2005 gagnent la Coupe Calder, trophée suprême de la Ligue américaine de hockey et R.J. Umberger se fait remarquer par la direction des Flyers.
Il joue huit matchs en 2005-2006 avec les Phantoms avant de finir la saison 2005-2006 avec les Flyers. Il inscrit son premier but dans la LNH en novembre contre le Lightning de Tampa Bay.
Le 6 juillet 2006, les Flyers annoncent qu'ils prolongent le contrat d'Umberger pour deux saisons.
Le 7 juillet 2008, il signe un contrat de quatre ans avec les Blue Jackets de Columbus.
Le 23 juin 2014, il retourne aux Flyers avec un choix de quatrième ronde au repêchage de 2015 contre Scott Hartnell.

### Carrière internationale
Il représente les États-Unis lors du championnat du monde 2006. Il ne joue qu'un seul match.

## Statistiques
| Saison     | Équipe                   | Ligue      |     | Saison régulière | Saison régulière | Saison régulière | Saison régulière | Saison régulière |    | Séries éliminatoires | Séries éliminatoires | Séries éliminatoires | Séries éliminatoires | Séries éliminatoires |
| Saison     | Équipe                   | Ligue      | PJ  | B                | A                | Pts              | Pun              | PJ               | B  | A                    | Pts                  | Pun                  |                      |                      |
| 1998-1999  | US Jr. National Team     | USHL       | 5   | 2                | 2                | 4                | 0                | -                | -  | -                    | -                    | -                    |                      |                      |
| 1999-2000  | US Jr. National Team     | USHL       | 57  | 33               | 35               | 68               | 20               | -                | -  | -                    | -                    | -                    |                      |                      |
| 2000-2001  | Buckeyes d'Ohio State    | CCHA       | 32  | 14               | 23               | 37               | 18               | -                | -  | -                    | -                    | -                    |                      |                      |
| 2001-2002  | Buckeyes d'Ohio State    | CCHA       | 37  | 18               | 21               | 39               | 31               | -                | -  | -                    | -                    | -                    |                      |                      |
| 2002-2003  | Buckeyes d'Ohio State    | CCHA       | 43  | 26               | 27               | 53               | 16               | -                | -  | -                    | -                    | -                    |                      |                      |
| 2004-2005  | Phantoms de Philadelphie | LAH        | 80  | 21               | 44               | 65               | 36               | 21               | 3  | 7                    | 10                   | 12                   |                      |                      |
| 2005-2006  | Flyers de Philadelphie   | LNH        | 73  | 20               | 18               | 38               | 18               | 5                | 1  | 0                    | 1                    | 2                    |                      |                      |
| 2005-2006  | Phantoms de Philadelphie | LAH        | 8   | 3                | 7                | 10               | 8                | -                | -  | -                    | -                    | -                    |                      |                      |
| 2006-2007  | Flyers de Philadelphie   | LNH        | 81  | 16               | 12               | 28               | 41               | -                | -  | -                    | -                    | -                    |                      |                      |
| 2007-2008  | Flyers de Philadelphie   | LNH        | 74  | 13               | 37               | 50               | 19               | 17               | 10 | 5                    | 15                   | 10                   |                      |                      |
| 2008-2009  | Blue Jackets de Columbus | LNH        | 82  | 26               | 20               | 46               | 53               | 4                | 3  | 0                    | 3                    | 0                    |                      |                      |
| 2009-2010  | Blue Jackets de Columbus | LNH        | 82  | 23               | 32               | 55               | 40               | -                | -  | -                    | -                    | -                    |                      |                      |
| 2010-2011  | Blue Jackets de Columbus | LNH        | 82  | 25               | 32               | 57               | 38               | -                | -  | -                    | -                    | -                    |                      |                      |
| 2011-2012  | Blue Jackets de Columbus | LNH        | 77  | 20               | 20               | 40               | 27               | -                | -  | -                    | -                    | -                    |                      |                      |
| 2012-2013  | Blue Jackets de Columbus | LNH        | 48  | 8                | 10               | 18               | 16               | -                | -  | -                    | -                    | -                    |                      |                      |
| 2013-2014  | Blue Jackets de Columbus | LNH        | 74  | 18               | 16               | 34               | 26               | 4                | 0  | 1                    | 1                    | 2                    |                      |                      |
| 2014-2015  | Flyers de Philadelphie   | LNH        | 67  | 9                | 6                | 15               | 19               | -                | -  | -                    | -                    | -                    |                      |                      |
| 2015-2016  | Flyers de Philadelphie   | LNH        | 39  | 2                | 9                | 11               | 15               | -                | -  | -                    | -                    | -                    |                      |                      |
| Totaux LNH | Totaux LNH               | Totaux LNH | 779 | 180              | 212              | 392              | 312              | 30               | 14 | 6                    | 20                   | 14                   |                      |                      |